# Branca (Coruche)
Branca es una freguesia portuguesa del concelho de Coruche, con 115,46 km² de superficie y 1.577 habitantes (2001). Su densidad de población es de 13,7 hab/km².